# 招提村
招提村（しょうだいむら）は、大阪府北河内郡にあった村。概ね現在の枚方市招提各町にあたる。

## 地理
- 河川：船橋川、穂谷川

## 歴史
- 1889年（明治22年）4月1日 - 町村制の施行により、近世以来の交野郡招提村が単独で自治体を形成。
- 1896年（明治29年）4月1日 - 所属郡が北河内郡に変更。
- 1935年（昭和10年）2月11日 - 牧野村と合併して殿山町が発足。同日招提村廃止。